# Carib Homes
Carib Homes es una localidad de Trinidad y Tobago, que forma parte del borough de Arima.

## Geografía
La localidad abarca parte de la isla Trinidad y limita al norte con Sherwood Park, al sur con Olton Road, al este con Arima y al oeste con Sherwood Park y Olton Road (ambas de la región de Tunapuna-Piarco).

## Demografía
Datos demográficos de la localidad de Carib Homes:
| Gráfica de evolución demográfica de Carib Homes entre 2000 y 2011 |
|                                                                   |